# Моеране, Мфо
Мфо Моеране (англ. Mpho Moerane; 16 февраля 1969, Александра, Трансвааль — 18 мая 2022, Йоханнесбург) — южноафриканский государственный и политический деятель. Мэр Йоханнесбурга с октября по ноябрь 2021 года. Являлся членом партии Африканский национальный конгресс (АНК), ранее входил в комитет мэра по охране окружающей среды и инфраструктуре с декабря 2019 года по сентябрь 2021 года. Также был региональным казначеем АНК в Йоханнесбурге.

## Ранний период жизни
Родился в поселке Александра недалеко от Йоханнесбурга. После поступления в среднюю школу Minerva прошел курс электротехники и получил сертификат по управлению проектами. Затем работал в компании Eskom до 2006 года, когда стал заниматься бизнесом. Управлял собственным ресторанным бизнесом до того, как был избран в городской совет Йоханнесбурга. Помимо того, что входил в советы директоров компаний Metro Bus и Alexandra Clinic, он также был неисполнительным директором Chancellor House.

## Политическая карьера
Руководил сбором средств в офисе регионального казначейства в Йоханнесбурге для Африканского национального конгресса. Затем стал казначеем региональной структуры.
В декабре 2019 года был назначен членом комитета мэра по охране окружающей среды и инфраструктуре после того, как Джефф Махубо стал мэром Йоханнесбурга. В этой должности запустил кампанию #KleenaJoburg в январе 2020 года, чтобы побудить жителей и заинтересованные стороны Александры заняться очищением окружающей среды. Когда Джефф Махубо скончался от осложнений, связанных с COVID-19, в июле 2021 года, его сменил на должности мэра в августе 2021 года Джолиди Матонго, который оставил Мфо Моеране в комитете мэра. После того, как Джолиди Матонго погиб в автокатастрофе в сентябре 2021 года, АНК выбрал Мфо Моеране своим предпочтительным кандидатом в мэры города. Мфо Моеране был избран мэром и приведен к присяге 1 октября 2021 года до выборов в местные органы власти 1 ноября 2021 года.
22 ноября 2021 года он потерпел поражение на выборах мэра от Мфо Фалатсе.

## Личная жизнь и смерть
Был женат на Фикиле, консультанте по информационным технологиям и финансовым услугам. У них было четверо детей, жили в Брайанстоне.
Скончался 18 мая 2022 года в больнице Netcare Milpark в Йоханнесбурге от травм, полученных в автокатастрофе неделей ранее.